# Kim (Colorado)
Pour les articles homonymes, voir Kim.
Kim est une municipalité américaine située dans le comté de Las Animas dans le Colorado.
Selon le recensement de 2010, Kim compte 74 habitants. La municipalité s'étend alors sur une superficie de 0,36 milles carrés (0,93 km2).
Le nom de la localité a été proposé en référence au roman Kim de Rudyard Kipling.

## Démographie
| 1980 | 1990 | 2000 | 2010 | - | - |
| ---- | ---- | ---- | ---- | - | - |
| 100  | 76   | 65   | 74   | - | - |